# Mormodes andicola
Mormodes andicola är en orkidéart som beskrevs av Gerardo A. Salazar. Mormodes andicola ingår i släktet Mormodes och familjen orkidéer.
Artens utbredningsområde är Bolivia. Inga underarter finns listade i Catalogue of Life.